# Marguerite de Roussellé
Marguerite de Roussellé, née en 1608 à Saché, près de Tours, en France, est une figure importante de la spiritualité chrétienne du XVIIe siècle. Bien que sa vie ait été brève, elle a laissé une empreinte durable dans le paysage religieux de la région, devenant le centre d'une vénération populaire qui, bien que non reconnue officiellement par l'Église, a attiré de nombreux fidèles.

## Biographie
Marguerite de Roussellé, également connue sous le nom de Marguerite-Marie de Rouxelley, était issue d'une famille noble bien établie. Elle était la fille de René de Rouxelley, seigneur de Saché, et de Marguerite de Montmorency. En quête d'une vie religieuse, elle aspira à rejoindre le couvent des Carmélites à Tours au milieu des années 1620, dont le modèle fut Barbe Acarie. Cependant, sa famille s'opposa à cette vocation, l'obligeant à vivre dans l’austérité et la prière au sein de son domaine familial. Marguerite se consacra à la mortification et à l'amour de la prière jusqu'à sa mort prématurée en janvier 1628, à l'âge de 21 ans.

### Dévotion et miracles[3]
Après sa mort, la tombe de Marguerite à Saché devint un lieu de pèlerinage, attirant de nombreux dévots en quête de miracles et de guérisons. Des récits de miracles attribués à son intercession, tels que la guérison d'un prêtre souffrant de troubles mentaux et d'un ouvrier en soie, illustrent l'impact de sa mémoire sur la communauté locale. La dévotion envers Marguerite s'épanouit particulièrement dans la région de Tours.
À Poitiers, Estienne Allard, curé de Saint Porchère, prétendait avoir été guéri d'une fièvre par Rouxelley et a découvert les mérites de la sainte femme à travers un manuscrit remis par un Jésuite, nous donnant ainsi une idée de la manière dont sa réputation s'est répandue. Il y a également des rapports de miracles qui indiquent qu'elle a acquis un nombre de fidèles à Tours, notamment parmi les ouvriers en soie de la ville.

### Promotion de sa vénération
Jacques de Mondion, le prêtre paroissial de Saché, joua un rôle crucial dans la diffusion de la dévotion à Marguerite de Roussellé. Il documenta sa vie, ses vertus, et les miracles associés à sa tombe dans deux ouvrages, Les Vertus de la bienheureuse Marguerite de Roussellé et La vie, la mort, et les miracles de Marguerite de Roussellé, publiés en 1630. Ses efforts, ainsi que ceux d’autres ecclésiastiques, aidèrent à établir la réputation de Marguerite au-delà de sa paroisse.

### État du culte et reconnaissance ecclésiastique[3]
Malgré la réputation grandissante de Marguerite, aucune initiative officielle de béatification ou de canonisation n'a été entreprise par les autorités ecclésiastiques. Bien que le culte de figures comme Marguerite ait été toléré, les responsables de l'Église manifestaient une certaine réticence à adopter des dévotions populaires sans un soutien ou une reconnaissance formelle.

### Héritage
La mémoire de Marguerite de Roussellé perdura au moins jusqu'à la fin du XVIIe siècle. Son culte, qui culmina au début des années 1630, représentait l'une des dévotions populaires significatives dans la région à cette époque. Sa vie et ses vertus continuent d'être célébrées dans des ouvrages récents, notamment la biographie consacrée à sa mémoire par le chanoine Louis-Auguste Bosseboeuf, La Bienheureuse Marguerite de Roussellé, Carmélite de cœur dans le monde (1928).